# Phytomyza veronicicola
Phytomyza veronicicola är en tvåvingeart som beskrevs av Erich Martin Hering 1925. Phytomyza veronicicola ingår i släktet Phytomyza och familjen minerarflugor.
Artens utbredningsområde är Tyskland. Inga underarter finns listade i Catalogue of Life.